# Anodonta beringiana
Anodonta beringiana е вид мида от семейство Unionidae. Видът не е застрашен от изчезване.

## Разпространение и местообитание
Разпространен е в Канада, Русия (Камчатка) и САЩ (Вашингтон и Орегон).
Обитава сладководни басейни, пясъчни дъна, реки и потоци.

## Описание
Популацията на вида е стабилна.